# Pierre levée de la Bretaudière
Pour les articles homonymes, voir Pierre levée.
La Pierre levée de la Bretaudière est un menhir situé à La Renaudière dans le département français de Maine-et-Loire.

## Description
Le menhir est «en forme d'ovoïde large et aplati penché vers le nord-ouest». Il mesure 3,30 m de haut pour 2,35 m de large. Il est en granit dit «des Aubiers» dont un gisement existe à environ 1 km plus au nord. Il comporte à son sommet, sur une face des cannelures qui résultent de l'érosion et sur l'autre face deux gravures serpentiformes.

## Folklore
Selon la légende, Saint-Macaire voulut renverser le menhir mais le diable le retint et la marque de ses mains serait encore visible sur la face ouest du menhir.